# Gaston Lavalley
Pour les articles homonymes, voir Lavalley.
Gaston Lavalley, né le 29 novembre 1834 à Vouilly et mort le 25 janvier 1924, est un bibliothécaire, écrivain et historien français.

## Biographie
Fils d’un ingénieur, Louis-Auguste Lavalley-Dupéroux (1800-1885), Gaston Lavalley fit des études de droit. Il fut nommé conservateur en chef de la bibliothèque de Caen en 1870. Il démissionne de poste en avril 1912 pour prendre sa retraite ; il est remplacé par René-Norbert Sauvage. 
Grand érudit et spécialiste de l'histoire normande, il a collaboré à de nombreux journaux locaux et nationaux, et écrit de très nombreux ouvrages, dont surtout les Légendes normandes.
Son frère, Georges-Aimar Lavalley (1830-1882), fut directeur du musée des Antiquités de Caen, aménagé par la Société des antiquaires de Normandie dans l'ancien collège du Mont, et auteur de diverses notices sur des bâtiments religieux du diocèse de Bayeux.

## Œuvres
- Légendes normandes, 1867
- Après l'auto-da-fé. 1872
- Aurélien, 1863
- Arromanches et ses environs, 1867
- Les Balayeuses, 1871
- Les Carabots, scènes de la Révolution, 1874
- Caen, son histoire et ses monuments, 1877
- Les Compagnies du papeguay, particulièrement à Caen, 1881
- Insuffisance de nos lois contre la calomnie, dangereuses équivoques de la loi sur la diffamation, 1889
- Le Drame du camp de Vaussieux, 1889
- Le Maître de l'Œuvre de Norrey, ill. de Henri Magron, Paris, Charles Mendel éditeur, v. 1894.
- Le Général Nu-Pieds, 1898
- Le Duc d'Aumont et les Cent-jours en Normandie, d'après des documents inédits, 1899
- Le duc d'Aumont et les Cent-Jours en Normandie, 1899
- Le Grand Carnot, chansonnier, 1900-1910
- Un chauvin de la science, 1900
- Une émeute originale des mineurs de Littry en 1792, d'après des documents complètement inédits, 1904
- La Censure théâtrale à Caen en l'an VII, 1908
- L'Arme blanche sous la Révolution, étude historique, 1912
- Trois journées de Napoléon à Caen en 1811, et passage de Marie-Louise en 1813, 1913
- Les Duellistes de Caen de l'an IV à 1848 et le bretteur Alexis Dumesnil, 1914